# Blai Bonet i Rigo
Blai Bonet i Rigo (Santanyí, Mallorca, 10 de desembre de 1926 - 21 de desembre de 1997) fou un poeta i novel·lista mallorquí.
Amb 10 anys ingressà al seminari de Palma, on rebé influència literària de diversos autors com Hesíode, Píndar i Homer. De ben jove patí tuberculosi, fet que determinà tant la seva vida com l'estret lligam amb la seva obra. Residí al Seminari fins al 1948 i des de llavors passà períodes a Santanyí i també al Sanatori de Caubet. L'any 1998 l'Ajuntament de Santanyí el nomenà fill il·lustre.

## Obra poètica
Reconegut formalment com a poeta el 1950 gràcies a Bernat Vidal i Tomàs, que tingué la gosadia i l'honor de llegir Quatre poemes de Setmana Santa dins el marc de la tertúlia de Guillem Colom. Aquests estan formats per estampes de la natura interpretada a partir dels rituals cristians, que el poeta utilitza com a forma de goig i alhora per a expressar el dolor de no poder unir-se a Déu.
L'any 1952 Bonet escrigué Entre el coral i l'espiga: “Obriu-me dins el mar, vells pescadors, que m'entri de verdor una alenada que tingui llum de barques i pinar, el sol em transparenti el joc de l'aigua”, ambientat a la cala Figuera, enmig del nucli mariner pertanyent a Santanyí, i en què accentua el tractament del paisatge humanitzat. Aquest consta de dues parts antitètiques que expressen una curiosa dualitat: el coral i l'espiga, que referencien la "sang" i la "mística", de "mar" i "terra", de la salut i de la malaltia, de l'amant i de l'amat i està repleta de símbols amorosos que el poeta utilitza per a expressar la seva buidor enfront de la manca del seu amat.
El 1953 escrigué el Cant espiritual que fou guardonat amb el Premi Óssa Menor el 1952 i en què l'autor mostra el do d'unir religiositat i sensualitat; i ho aconsegueix alternant de manera equilibrada la densitat i també la lleugeresa de les oracions. D'aquests poemes, podem apreciar la influència d'autors clàssics com Ausiàs March, sant Juan de la Cruz, Joan Maragall i també diversos escriptors de la generació del 1927 com Lorca, Alberti i Guillén.
D'ençà de 1968 residí a Barcelona i el 1960 escrigué Comèdia amb fragments com Autoretrat ambientats al seu poble natal: “El seny dels meus trenta anys fou un noi de finestra a Santanyí, carrer de Palma, 74. El meu pare era euguer, i cada nit em duia una aspra llebre oberta, amb el ventre ple de mata” o El mar de Montdragó ambientat a Mallorca, una localitat propera a Santanyí: “Amic clar com el pa, quan la Guerra civil d'Espanya alçava la blancor dels camins, jo era un al·lot que duia corns i escorça a les butxaques". Aquesta obra obtingué el Premi de la Crítica i es caracteritzà per una bona dosi de realisme social. Format per dinou poemes, explica la seva biografia fins a l'entrada al seminari. En aquesta obra tracta la relació de Catalunya amb Espanya i denota un cert aire d'autors com Espriu, Segarra, Blas de Otero i Goytisolo.
L'any 1967 publicà L'Evangeli segons un de tants que obtingué el Premi Carles Riba 1962, en què començà un nou cicle que continuaria el 1974 amb Els fets. Aquest és un llarg cant de gran caire descriptiu, en què reflexiona sobre la condició de l'ésser humà, partint d'una visió amb un cert to profètic.
El 1976 publicà Has vist, algun cop, Jordi Bonet, ca n'Amat a l'ombra?, un llarg poema format de ressons lul·lians, en què barreja la reflexió metafísica i també el discurs popular, i genera diversos nivells del llenguatge com el monòleg o el llenguatge cinematogràfic.
Cant de l'arc, del 1979: “si hagués d'escriure un llibre, que fos la descripció i l'expressió de l'ésser humà instal·lat en mi, el títol possiblement seria La casa en obres. Sempre seguit, tot jo estic habitat per picapedrers, arquitectes, mestres d'aixa, guixaires, electricistes, mestres de ribera existencials, que em construeixen; just ells, la multitud, saben de quantes plantes constarà la casa…” Ambientada de nou en la seva població natal i on sosté la idea de la dissolució de les coses i influït en gran part per la teologia moderna, explica que l'ateisme no és possible si no és el Deus absconditus. El títol d'aquesta obra procedeix de la Complanta de David.
El poder i la verdor del 1981 i Teatre del gran verd del 1983, segurament són els seus llibres més obscurs. Les paraules poder i verdor fan referència a un combat real entre l'estat i la natura, la repressió i l'espontaneïtat, la censura i la llibertat. El Teatre del gran verd aposta de manera descarada per l'antibel·licisme i ho aconsegueix amb grans dosis d'humor.
L'obra ja esmentada, Comèdia, és l'última obra del cicle de poesia que conforma el llibre El color, publicat el 1986, en què podem apreciar l'epígraf de Goethe: "Els colors són les passions de la llum". Blai Bonet va utilitzar la poesia per a donar color i també mostrar el caràcter de la vida tal com ell la percebia.
El jove (1987) i Nova York (1991) suposen una regeneració de la poesia de Blai Bonet. El jove inaugura el llibre amb "Ecce puer", al·ludint al poemari de Joyce i a l'Ecce Homo dels evangelis, totalment contraposat a la figura de Judes: aquest tema apareix en tota l'obra de Bonet i l'aprofundeix amb termes com la solitud i el pecat. Nova York tracta el concepte de la ciutat des d'una perspectiva existencial i reflecteix de manera metafòrica l'esperit de la contemporaneïtat tal com el coneixem.

## Obra narrativa
Blai Bonet s'estrenà el 1958 com a novel·lista amb El mar: “La claror cau verticalment, com un ganivet, damunt les teulades del pavelló d'infermeres. La voravia de la barana, que tanca el recinte del sanatori, lluu amb una claror àcida, calcinada”, amb fragments com aquests ambientats a l'Hospital Joan March (Premi Joanot Martorell el 1957), i el 1959 Haceldama, l'aventura novel·lística de l'autor desenvolupant una vegada més reflexions a l'entorn de l'existencialisme estretament vinculat a Camus. El títol significa "camp de sang" i remet a la traïció de Judes, en què el protagonista és víctima de la guerra i, alhora, la guerra el converteix en botxí. Així doncs, el 1963, en Judes i la primavera utilitza les tècniques narratives del nouveau roman i ressona de nou l'existencialisme cristià. Allà hi recrea aspectes viscuts per l'autor al llarg de la seva vida, com el poble, el seminari, el sanatori i els barris baixos de Barcelona.
Míster Evasió (1969), per altra banda, és la història del jove Marc Esquert, que escriu la novel·la en què rememora tot allò que ha viscut. Caracteritzada per la transgressió i influïda per l'Ulisses de Joyce, esdevé un collage que reprodueix diferents llenguatges, que oscil·len entre l'objectivitat i la dialèctica, els monòlegs interiors o els anuncis publicitaris.
Els ulls (1973), La mirada (1975), La motivació i el film (1990) i Pere Pau (1992) són dietaris de l'autor nascut a Santanyí. Com a peça teatral, el 1957, Parasceve obté el Premi Joan Santamaria i està formada d'un sol acte. També realitza crítiques d'art com Tàpies, del 1964; Monumentos y paisajes de España. Mallorca, el 1965; Testimonios de la pintura española, 1966; El movimiento romànico en España, el 1967; Tomeu Pons, 1978 i, finalment, Miquel del desert el 1992.

## Poesia
- Quatre poemes de Setmana Santa (1950)
- Entre el coral i l'espiga (1952)
- Cant espiritual (1953, Premi Óssa menor)
- Comèdia (1968, Premi de la Crítica 1969)
- L'Evangeli segons un de tants (1967, Premi Carles Riba 1965)
- Els fets (1974)
- Has vist, algun cop, Jordi Bonet a ca n'Amat a l'ombra? (1976)
- Cant de l'arc (1979)
- El poder i la verdor (1981)
- Teatre del gran verd (1983)
- El jove (1987, Premi Lletra d'Or i Premi Nacional de la Crítica i de Poesia de la Generalitat de Catalunya)
- Nova York (1991, Premi Ciutat de Barcelona 1992)
- Sonets (2000)

## Narrativa
- El mar (1958, Premi Joanot Martorell 1956)[1]
- Haceldama (1959)
- Judes i la primavera (1963, Premi Ciutat de Barcelona)
- Míster Evasió (1969)
- Si jo fos fuster i tu et diguessis Maria (1972)

## Dietaris
- Els ulls (1973)
- La mirada (1975)
- Pere Pau (1992)
- La motivació i el film (1990)

## Teatre
- Només se li coneix una obra de teatre: Parasceve, finalista del premi Joan Santamaria de 1957 i representada el mateix any al Teatre Capsa sota la direcció de Jordi Sarsanedas. Es va reeditar el 1995 amb motiu de la reposició de l'obra realitzada per Antoni Artigues a la UIB.